# 갈 (성씨)
갈(葛)씨는 한국의 성씨이다. 2015년 대한민국 통계청에서 2,086명으로 조사되었다.

## 기원
갈씨는 남양 갈씨 등 20개 본관이 전하지만, 제갈(諸葛)씨에서 갈라진 남양 갈씨를 제외하고는 시조와 연원을 정확히 알 수 없다. 역사상 인물은 《삼국사기》에 고구려 장수왕 때 갈로(葛盧)라는 무장이 등장하지만 오늘날의 갈씨와 동계(同系)인지는 확실하지 않다. 고려시대 과거 급제자로는 고려 희종(熙宗) 2년(1206년) 병과(丙科) 2위로 문과에 급제한 갈남성(葛南成)이 기록되어 있다. 또한 《고려사》에 1268년(원종 9) 지유(指諭) 갈남보(葛南寶)가 김준(金俊)의 일당으로서 임연에 의하여 살해되었다는 기록이 있다. 대부분의 갈씨는 복성인 제갈(諸葛)씨에서 갈린 성씨라는 설이 가장 유력하다.
- 남양 갈씨(南陽 葛氏)의 시조는 촉나라 승상을 지낸 제갈량(諸葛亮)의 아버지 제갈규(諸葛珪)이며, 그의 20대손 제갈공순(諸葛公巡)이 신라 흥덕왕 때 신라에 귀화하였다. 제갈규의 5대손 제갈충이 13세의 나이로 신라 미추왕 때 신라로 망명하여 지리산 아래에서 살았다는 설도 있다. 고려 고종 때 제갈홍(諸葛泓)과 제갈형(諸葛瀅)의 두 형제가 복성인 제갈씨(諸葛氏)를 한 자씩 나누어 쓰기로 하여, 형인 제갈홍은 제(諸)씨로, 아우 제갈형은 갈씨로 성을 나누어 사용했다고 한다.

## 본관
| 본관                 | 인구  |
| -------------------- | ----- |
| 대구 갈씨(大邱 葛氏) | 690명 |
| 남양 갈씨(南陽 葛氏) | 453명 |
| 청주 갈씨(淸州 葛氏) | 278명 |
| 성주 갈씨(星州 葛氏) | 175명 |
| 충주 갈씨(忠州 葛氏) | 96명  |
| 화산 갈씨(華山 葛氏) | 53명  |
| 함창 갈씨(咸昌 葛氏) | 29명  |
| 영해 갈씨(寧海 葛氏) | 28명  |
| 무주 갈씨(茂朱 葛氏) | 23명  |
| 단천 갈씨(端川 葛氏) | 20명  |
| 개성 갈씨(開城 葛氏) | 17명  |
| 경산 갈씨(慶山 葛氏) | 14명  |
| 양성 갈씨(陽城 葛氏) | 10명  |
| 청산 갈씨(靑山 葛氏) | 7명   |

## 인물
- 갈홍기(葛弘基, 1906년 ∼ 1989년) : 정치인·외교관
- 갈봉근(葛奉根, 1932년 ~ 2002년) : 대한민국 헌법학자·정치인. 제9대·10대 국회의원
- 갈소원(葛瀟轅, 2006년 ~ ) : 배우

## 과거 급제자

#### 고려시대
문과
- 갈남성(葛南成) : 고려 희종(熙宗) 2년(1206년) 병인(丙寅) 병인방(丙寅榜) 병과(丙科) 2위

#### 조선시대
무과
갈(葛)씨는 조선시대 무과 급제자 6명을 배출하였는데, 본관별로는 청주 갈씨(淸州 葛氏)가 3명으로 가장 많고, 성주 갈씨(星州 葛氏), 임실 갈씨(任實 葛氏)는 각각 1명씩이다.
- 갈연춘(葛年春, 1599년생) : 조선 인조(仁祖) 15년(1637년) 정축(丁丑) 별시(別試) 병과(丙科) 1812위.[3] 본관은 청주(淸州), 양주(楊州) 출신. 아버지는 보인(保人)을 역임한 갈김손(葛金孫)
- 갈일련(葛一連, 1603년생) : 조선 인조(仁祖) 15년(1637년) 정축(丁丑) 별시(別試) 병과(丙科) 4131위.[3] 본관은 임실(任實). 아버지는 충찬위(忠贊衛)에 근무한 갈명(葛明).
- 갈천민(葛天敏, 1664년생) : 조선 숙종(肅宗) 23년(1697년) 정축(丁丑) 정시(庭試) 병과(丙科) 66위.[4] 본관은 성주(星州), 대구 출신. 아버지는 종2품 가선대부(嘉善大夫)로 동지중추부사(同知中樞府事) 관직을 지낸 갈유도(葛有道).
- 갈득선(葛得先, 1675년생) : 조선 숙종(肅宗) 37년(1711년) 신묘(辛卯) 식년시(式年試) 병과(丙科) 71위.[5] 본관은 화원(和元), 자는 상백(尙白). 아버지는 노직통정대부(老職通政大夫) 갈막립(葛莫立)
- 갈지흥(葛枝興, 1694년생) : 조선 경종(景宗) 3년(1723년) 계묘(癸卯) 별시(別試) 병과(丙科) 21위.[6] 본관은 청주(淸州), 한성(京) 출신. 아버지는 정3품 어모장군(禦侮將軍)으로 행충무위부사과(行忠武衛副司果) 관직을 지낸 갈신웅(葛信雄).
- 갈세덕(葛世德, 1759년생) : 조선 정조(正祖) 8년(1784년) 갑진(甲辰) 정시(庭試) 병과(丙科) 676위.[7] 본관은 청주(淸州), 한성(京) 출신. 아버지는 부사과(副司果) 관직을 지낸 갈만형(葛蔓亨)

## 같이 보기
- 제갈량
- 제갈씨
- 칠원 제씨